# خربة البرج (تل دور)
خربة البرج يعرف باللغة العبرية باسم تل دور (بالعبرية: דוֹר أو דאר (دار)) ومعنى هذه الكلمات «جيل» و «مسكن»، هو موقع أثري متواجد على ساحل البحر الأبيض المتوسط في فلسطين بالقرب من الموشاف الحديث 'دور' - موشاف حديث الذي تم بناؤه على شاطئ الطنطورة، على أراضي القرية التي تم تهجير أهلها الفلسطينيون بالإكراه، حيث يقع الموشاف في الأراضي الشرقية للقرية القديمة (الطنطورة) -، أي حوالي 30 كم (19 أميال) جنوب حيفا، وحوالي 2.5 كم (1.6 أميال) غرب الخضيرة. يقع هذا الموقع على قمة أرضية صغيرة في الجانب الشمالي من خليج صغير ومنعزل، ويتم تحديده على أنه نفس موقع 'دير' في المصادر المصرية، 'دور' في الكتاب المقدس، ونفس موقع 'دور / دورا' في المصادر اليونانية والرومانية.
يبدأ التاريخ الموثق للموقع في العصر البرونزي المتأخر (على الرغم من أن المدينة نفسها، دور، تأسست في العصر البرونزي الأوسط، حوالي عام 2000 قبل الميلاد)، وينتهي تاريخه الموثق في الفترة الصليبية. [بحاجة لمصدر] سيطر ميناء بلدة 'دور' التاريخية على ثروات المدينة طوال فترة تاريخها التي استمرت ما يقارب 3000 عام. كان دورها الأساسي في جميع هذه الثقافات المتنوعة التي مرت بها هو دور بلد تجارية وبوابة بين الشرق والغرب. تقع بقايا قرية الطنطورة العربية على بعد بضع مئات من الأمتار جنوب الموقع الأثري، وكذلك الكيبوتس والمنتجع الحديث نحشوليم.

## التاريخ

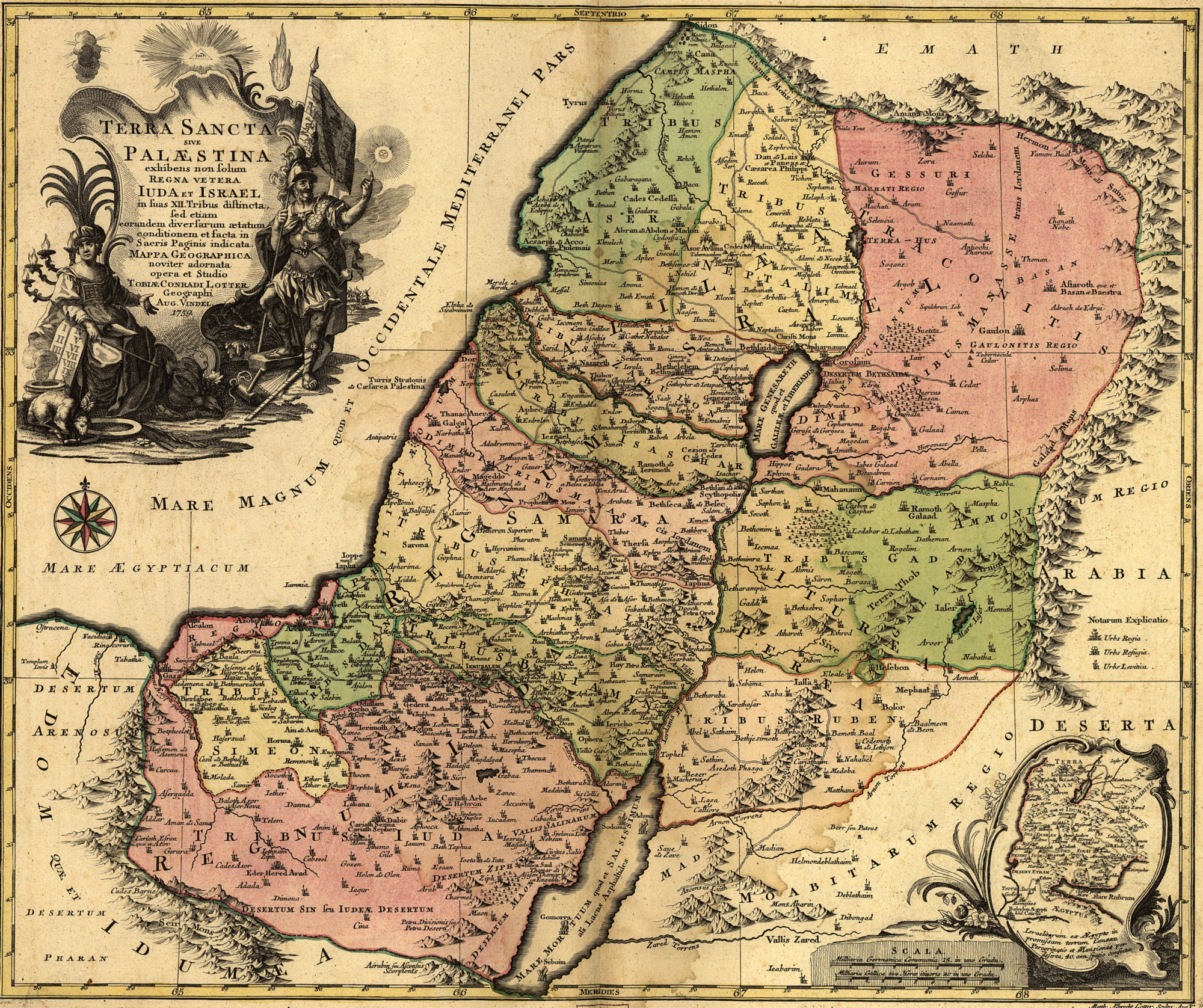
خريطة للأراضي المقدسة و12 قبيلة من عام 1759 وتظهر بها1 دور كجزء من منشة

دور (العبرية: דוֹר أو דאר، وتعني «جيل»، «سكن»)، كانت تعرف باسم دورا باليونانية ((باليونانية: τὰ Δῶρα)‏)  عند الإغريق والرومان، وبإسم دير في القصة المصرية من الحقبة المتأخرة عن ون آمون. الشعوب التي حكمت دور على التوالي هي، الكنعانيون وشعوب البحر وبنو إسرائيل والفينيقيون والآشوريين والفرس واليونانيون والرومان.
الباحثين الذين يتناقشون بخصوص تاريخ العصر البرونزي وتاريخ العصر الحديدي في بلاد الشام وتداخلهما مع تقاليد الكتاب المقدس (التوراتي)، يكتبون: كانت دور مدينة ملكية قديمة للكنعانيين، (يشوع 12: 23) وكان حاكمها حليفاً للملك جابين، ملك حاصور، ضد يشوع، (يشوع 11 : 1,2). في القرن الثاني عشر، يبدو أن شعب Tjekker وهم إحدى شعوب البحر قد استولوا على المدينة، وحكموها على الأقل حتى وقت متأخر من أوائل القرن الحادي عشر قبل الميلاد. يبدو أن هذه المدينة كانت ضمن أراضي قبيلة عشير، على الرغم من تخصيصها لمنشة، (يشوع 17:11 ؛ قضاة 1:27). كانت إحدى المقاطعات التفويضية لسليمان (قضاة 1:27 ؛ ملوك الأول 4:11). وقد وضعت في الميل التاسع من قيسارية، في الطريق إلى عكا. عند النقطة المشار إليها بالضبط، تقع قرية الطنطورة الصغيرة، التي قد يكون مصدر إسمها تحويلا عربيًا لإسم دورا .
يشك العديد من العلماء فيما يتعلق بخصوص الدقة التاريخية للنصوص الكتابية ذات الصلة بألازمنة التي ما قبل القرن التاسع قبل الميلاد. يقترحون أن السياق الكتابي المقدس (التوراتي) لأشباه هذه الأماكن، مثل مدينة دور التاريخية في زمنها المبكر، هو سياق تشكله الأساطير أكثر من التاريخ.
كانت المدينة تعرف باسم دور حتى قبل وصول اليونانيين أو قبل أن يكون لديهم أي نوع إتصال أو إحتكاك مع الشعوب في إسرائيل. عندما جاء الإغريق إلى المدينة وعرفوا أن اسمها هو دور، أطلقوا عليها الاسم دورا، وهو تحويل في اللغة الإغريقية لإسم دور.
في عام حوالي 460 قبل الميلاد، شكل الأثينيون تحالفًا مع الزعيم المصري إيناروس ضد الفرس. من أجل الوصول إلى دلتا النيل ودعم المصريين، كان على الأسطول الأثيني الإبحار نحو الجنوب. كان لدى أثينا مواقع هبوط آمنة لسفنهم ثلاثية المجاديف؛ مواقع التي تواجدت حتى جنوب قبرص ، لكنها كانت بحاجة إلى محطة توقف وهبوط بين قبرص ومصر. كانوا بحاجة إلى قاعدة بحرية على ساحل لبنان أو فلسطين ، لكن المدن الفينيقية صيدا وصور إمتلكت الكثير من ساحل البر الرئيسي وكانت تلك المدن موالية ومخلصة لبلاد الفرس. على بعد خمسين ميلاً (80.4 كم) جنوب هذه المدن، وجد الأثينيون هدفًا معزولًا ومغريًا ومؤاتيا لإنشائه كمحطة على الطريق.
استولى الأثينيون على مدينة دور من صيدا. كان موقع مدينة دور يوفر العديد من المزايا الإستراتيجية للأثينيين، بدءًا من بعده عن صيدا. كان للأثينيون إمبراطورية بحرية مبنية من السفن المجذافية. لم يكونوا بحاجة إلى مساحات كبيرة من الأرض وبدلاً من ذلك، احتاجوا إلى مواقع ساحلية ذات موقع استراتيجي التي تحتوي على مياه عذبة وموارد وحماية من سوء الأحوال الجوية وهجوم الأعداء. كان كا يوجد لمدينة دور ينابيع مياه عذبة غير متناهية بالقرب من حافة البحر وإلى الجنوب منها يوجد بحيرة شاطئة وشاطئ رملي محاط بسلسلة من الجزر. كان هذا بالضبط ما يحتاجه الأسطول الأثيني لهبوط سفنهم وإراحة طواقمهم. كانت دور نفسها في موقع استراتيجي. حيث كانت مقامة على قمة رعن صخري وكانت محمية على جانبها المتواجد نحو اليابسة بواسطة أرض منخفضة مستنقعية التي شكلت بشكلها الطبيعي خندقًا. ما وراء الأراضي الساحلية المنخفضة كان جبل الكرمل. كان للمدينة تحصينات مبنية على الهيئة الفارسية. بالإضافة إلى ذلك، كان في المدينة شوارع مستقيمة الشكل وحفر صبغ فينيقية لصبغ القماش باللون الأرجواني. لهذه الأسباب، أصبحت مدينة دور أكثر المواقع النائية المستعمرة من قبل أسطول البحرية الأثينية.
في عام 138 قبل الميلاد، كانت دورا موقع المعركة بين الإمبراطور السلوقي أنطيوخوس السابع ومغتصب السلطة ديودوتس تريفون، مما أدى إلى تراجع وهروب ديودوتس وفي النهاية إلى وفاته.
اليوم في إسرائيل يوجد موشاف يسمى «دور» تيما باسم المدينة القديمة، ويتواجد هذا الموشاف جنوب تل دور (خربة البرج)، بالقرب من الطنطورة.

## التنقيبات

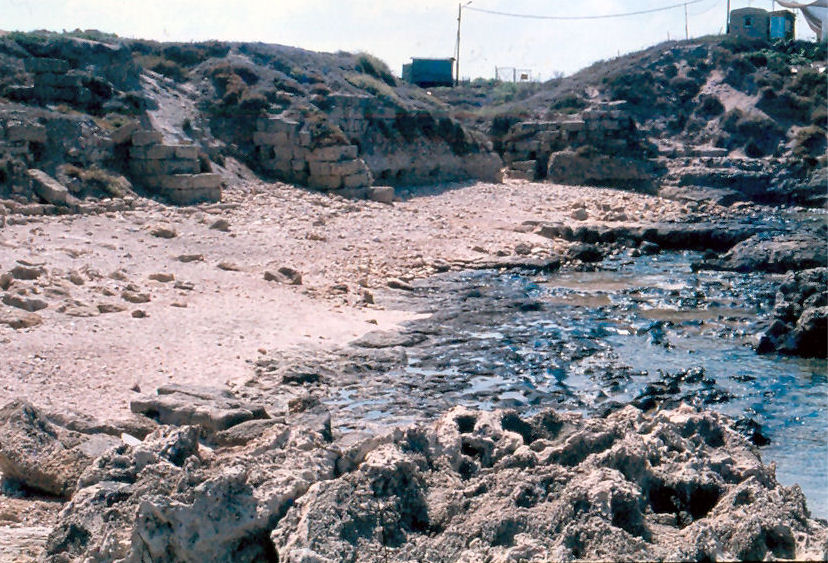
الشاطئ في تل دور

وفقًا لعلماء الآثار في هيئة آثار إسرائيل (إختصارها بالإنجليزية : IAA) ، فإن أهمية مدينة دور هي أنها الميناء الطبيعي الوحيد على ساحل المشرق (الشام) جنوب سلم صور، وبالتالي تم الإستيطان والعيش بها بشكل إستمراري من العصر الفينيقي وحتى أواخر القرن الثامن عشر. وفقا ليوسيفوس، أنه مع ذلك، كان ميناءها يعتبر أدنى من ناحية الجودة مقارنة بميناء قيساريا.
تم ذكر مدينة دور في فسيفساء رحوب التي تعود للقرن الثالث كمكان معفى من ضرائب العشر، نظرا لأن هذا المكان لم يستوطنه اليهود العائدين من الأسر البابلي في القرن الرابع قبل الميلاد. يقترح شورير أن دور، وقيسارية، ربما تم البناء بهما أول مرة نحو نهاية الفترة الفارسية.
تم التحقيق في تل دور («خربة دور») لأول مرة في سنوات عشرينيات القرن الماضي، من قبل جون جارستانج، نيابة عن الكلية البريطانية للآثار في القدس. تم التنقيب في المدينة السفلى حول التل في سنوات الخمسينيات من قبل ج. ليبوتز. من عام 1979 إلى عام 1983، قامت كلودين دوفين بالتنقيب عن كنيسة في المنطقة التي تقع في شرق التلة. حفر ونقب أفنر رابان عن منشآت المرفأ وأنواع البني الأخرى بشكل رئيسي في جنوب وغرب الأكمة ما بين عامي 1979-1984. تم إجراء إستطلاعات مسح تحت الماء في جميع أنحاء الموقع من قبل كورت رافيه وشيلي واكسمان وسين كينغزلي. قام إفرايم ستيرن، من معهد الآثار بالجامعة العبرية، بتوجيه عشرين موسماً من التنقيبات والحفريات في الموقع بين عام 1980 وعام 2000، بالتعاون مع جمعية الاستكشاف الإسرائيلية والعديد من المؤسسات الأكاديمية الإسرائيلية والأمريكية والجنوب إفريقية والكندية، ومجموعة كبيرة من المتطوعين الألمان. مع عدد من الموظفين والطلاب والمتطوعين الذي يبلغ ما بين 100-200 شخصا في كل موسم، كان مشروع التنقيبات والحفريات في دور واحد من أكبر وأطول مشاريع التنقيب في إسرائيل. [بحاجة لمصدر] مناطق التنقيب التي تم إنشاءها والتي بلغ عددها أحد عشر منطقة، كشفت عن ثروة من المعلومات حول العصر الحديدي والفارسي والهلنستي والفترات الرومانية المبكرة.
تجرى الحفريات الحالية من قبل إيلان شارون من الجامعة العبرية في القدس وأيليت جلبوع من جامعة حيفا بالتعاون مع جامعة واشنطن،  معهد وايزمان للعلوم، جامعة جنوب أفريقيا، ومؤسسات أخرى. إنه اتحاد دولي واسع النطاق بين الباحثين؛ ويسعى بشكل مشترك وراء عدد واسع من أهداف البحث المختلفة والمكملة لبعضها أيضا.
أسفرت التنقيبات الحفريات في الموقع حتى الآن عن الكشف عن جهاز لإنتاج محلول بصبغة أرجوانية، يعود تاريخه إلى الفترة الفارسية والهلنستية، حيث كان لا تزال هناك طبقة سميكة من أكسيد الكالسيوم، والتي كان وظيفتها، وفقًا للباحثين، هو في المساعدة على فصل الصبغة عن الرخويات بعد إنتزاعها وإزالتها من صدفاتها.

## متحف

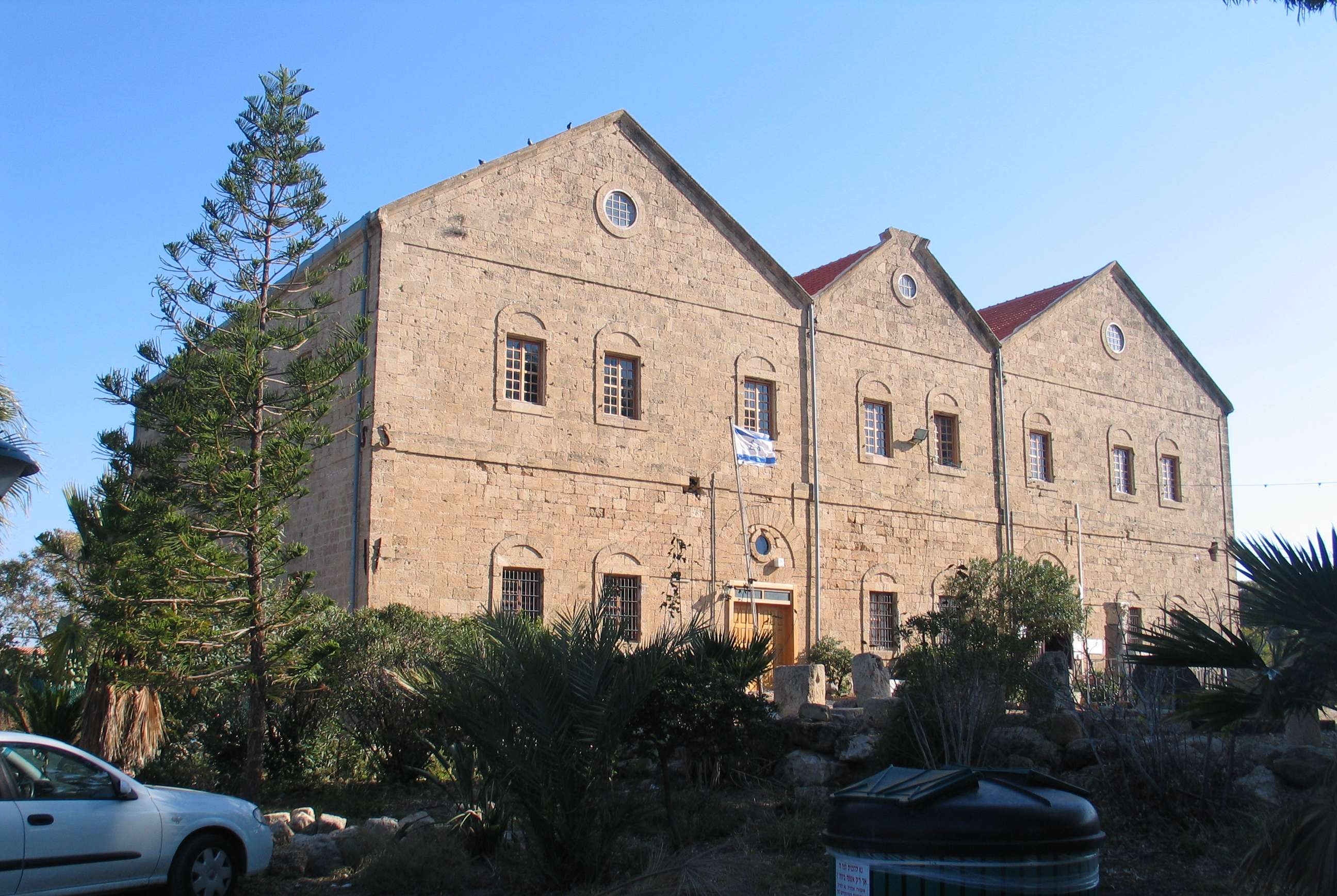
مصنع لإنتاج زجاج سابق في نحشوليم ، وهو الآن متحف

مبنى متحف «جلاسهاوس» التاريخي (في الإنجليزية: 'Glasshouse'، وترجمتها: بيت زجاجي)، يقع في مستوطنة نحشوليم، على بعد حوالي 500 متر جنوب الموقع نفسه، يضم هذا المتحف الآن مركز علم الآثار البحرية والإقليمية في دور (إختصاره في الإنجليزية: CONRAD - كونراد)، الذي يتكون من غرف عمل البعثة ومتحف الذي يعرض المكتشافات التي تم العثور عليها في تل دور ومنطقتها، مثل توثيق أهمية المدينة في العالم القديم كمصنعة للألوان اللازوردية والقرمزية المرموقة من الحلزونات البحرية. المبنى هو عبارة عن مصنع قديم لإنتاج الزجاج ويعود تاريخه للقرن التاسع عشر (بناه البارون إدموند جيمس دي روتشيلد).

## معرض صور

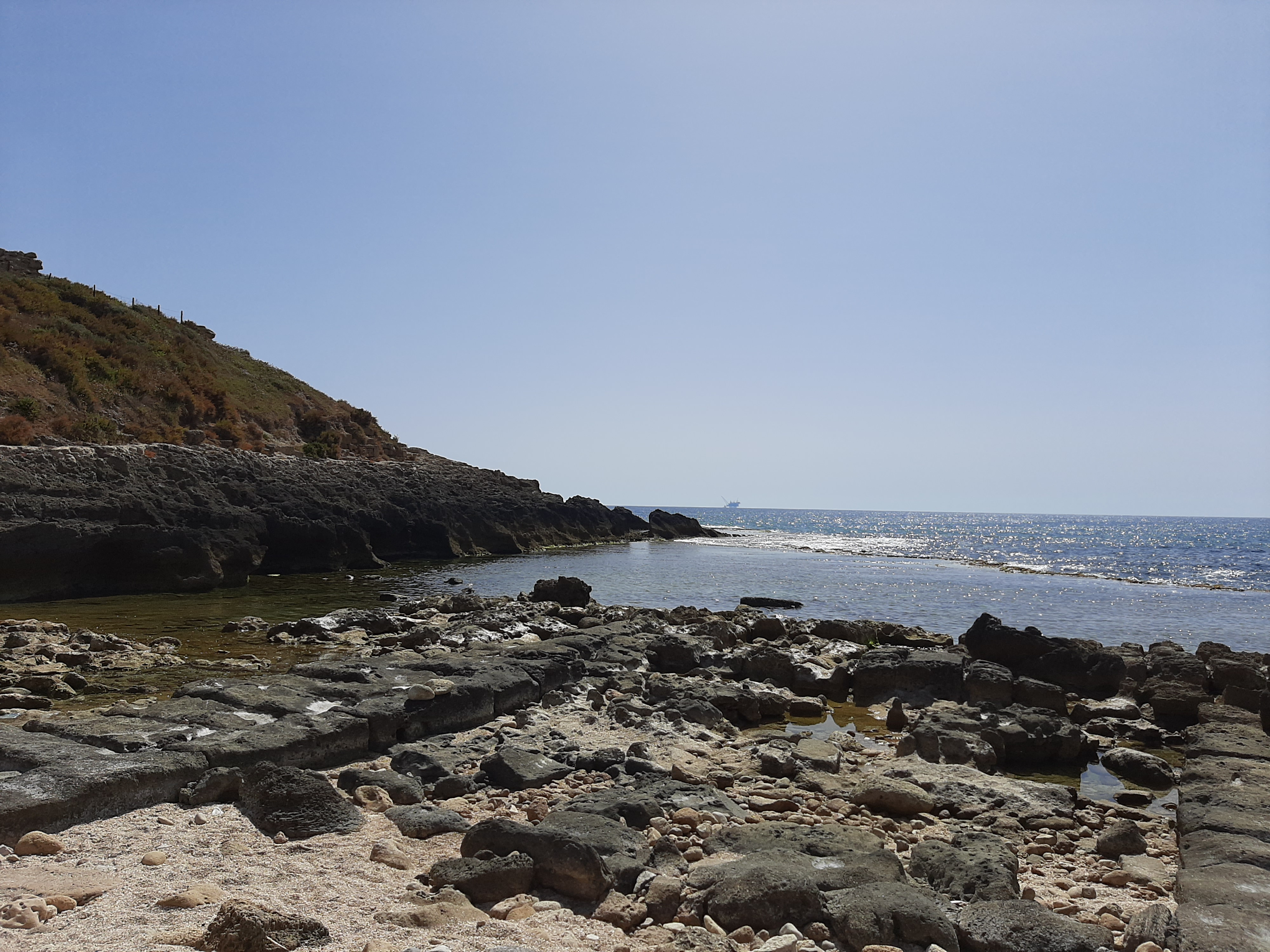
صورة لآثار في شاطئ خربة البرج في فلسطين

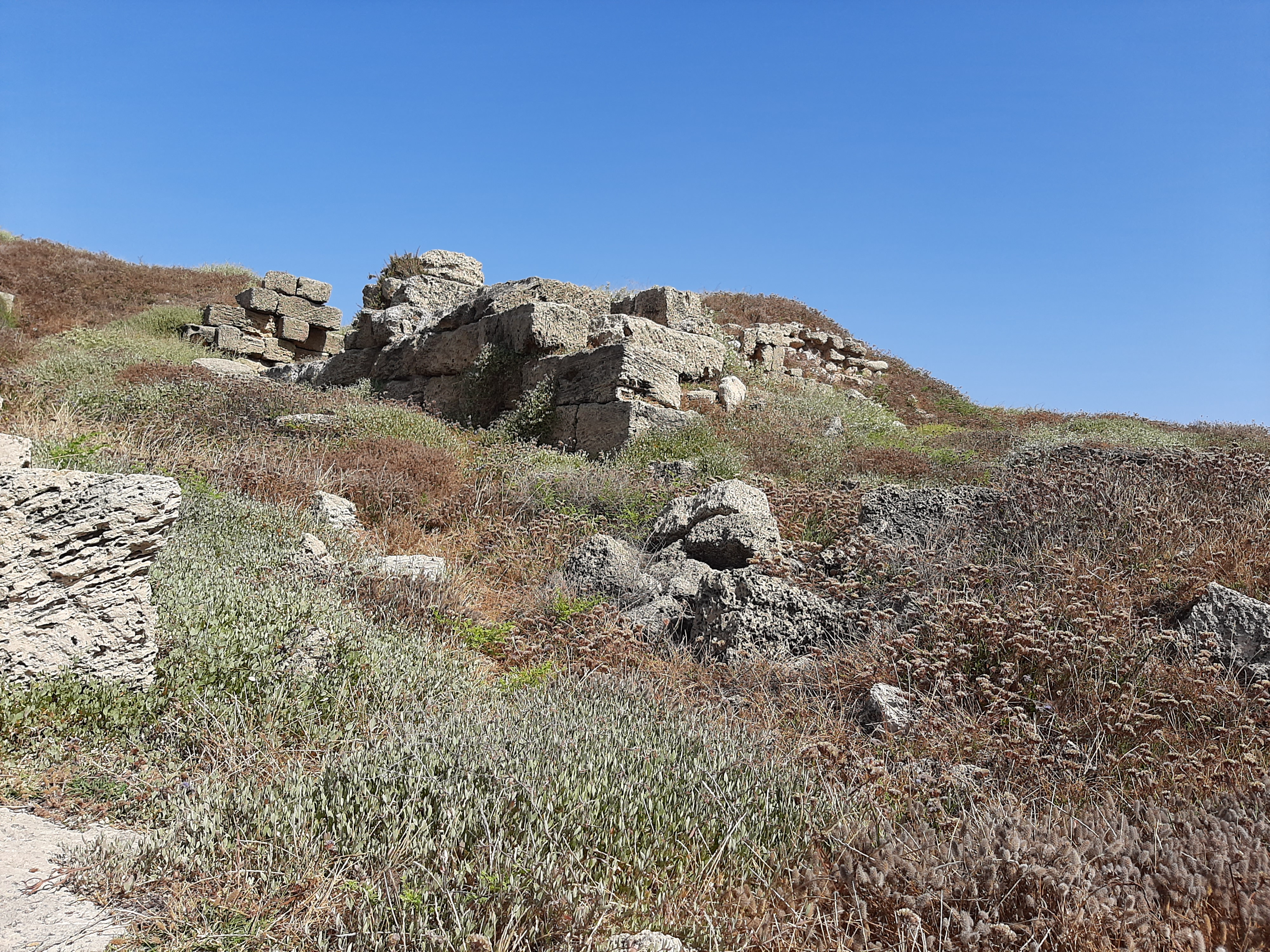
آثار في خربة البرج (تل دور) قرب الشاطئ في فلسطين

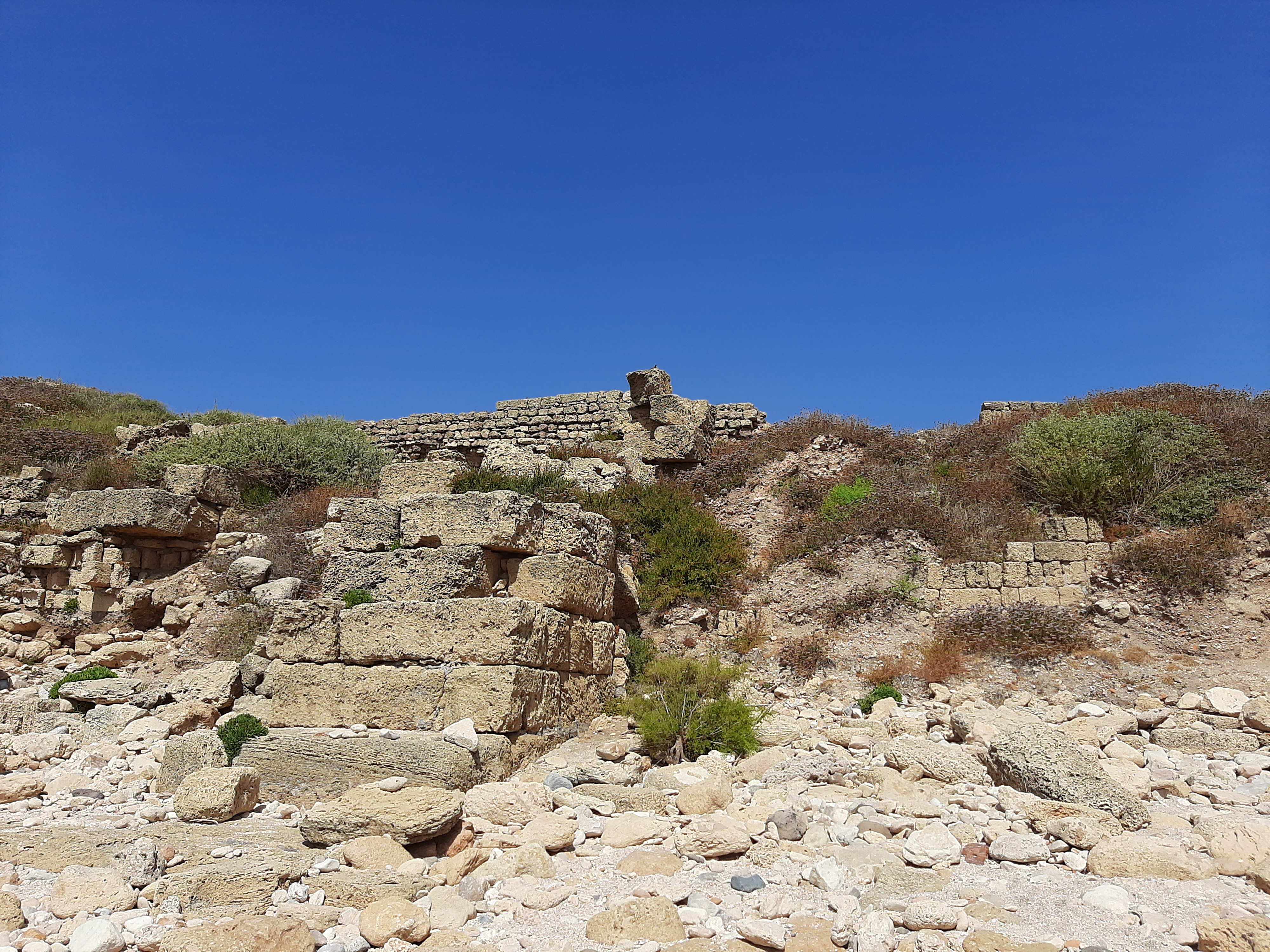
آثار خربة البرج (تل دور) جانب الشاطئ

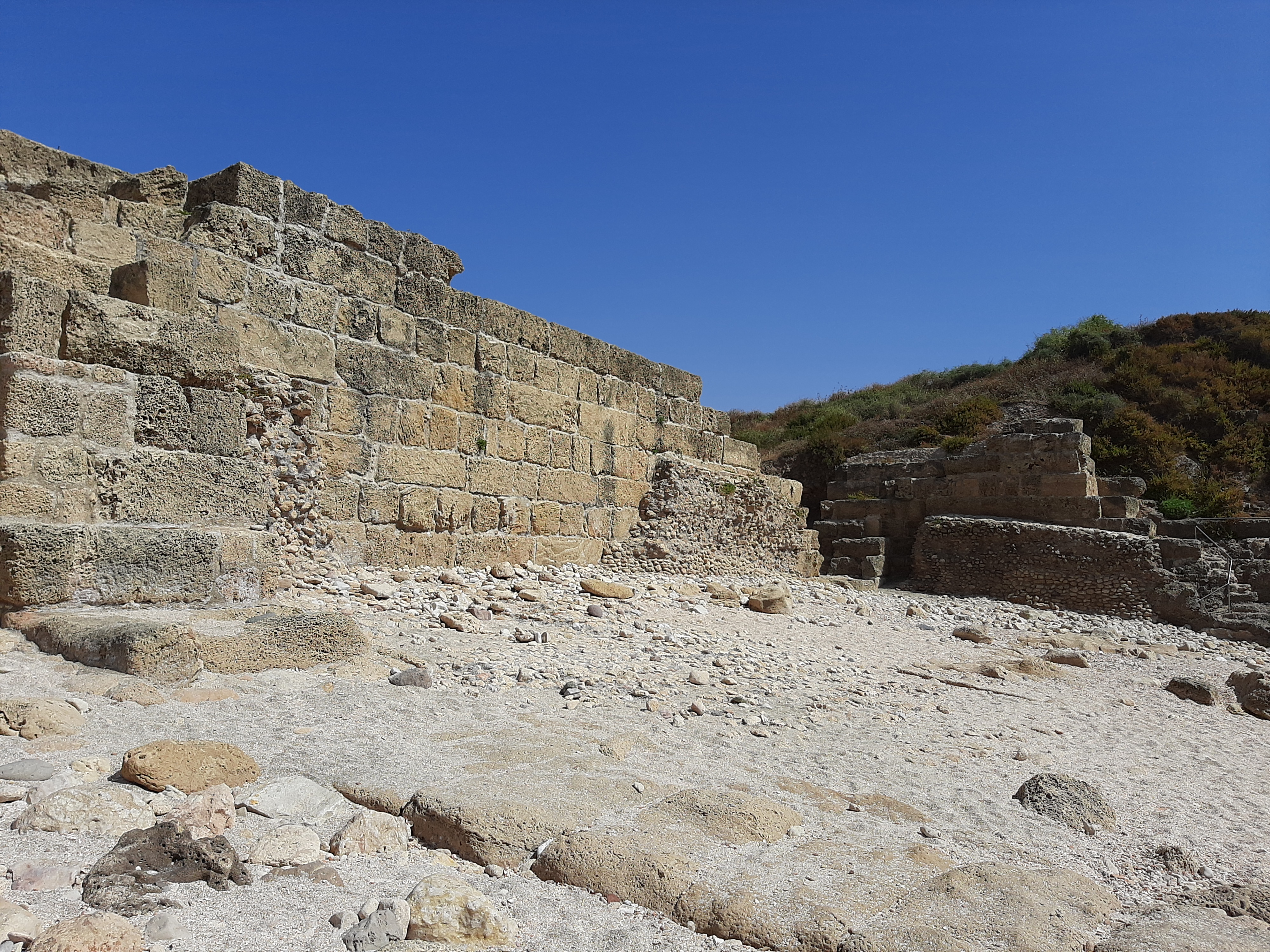
آثار في شاطئ خربة البرج (تل دور) قرب البحر

## قائمة المراجع
- Olami، Y. Sender، S. and Oren، E. Map of Dor (30) (القدس، هيئة الآثار الإسرائيلية، 2005).
- ببليوغرافيا Full Tel Dor http://dor.huji.ac.il/bibliography.html

## روابط خارجية
- مشروع تل دور الجامعة العبرية في القدس وجامعة حيفا وجامعة بوسطن.